# Hollywood Park Racetrack
Hollywood Park Racetrack, senare såld och då kallad Betfair Hollywood Park Racetrack, var en hästkapplöpningsbana i Inglewood i Kalifornien. Banan öppnades den 10 juni 1938 och stängdes den 22 december 2013. Banan låg ca 3 miles (5 km) från Los Angeles International Airport och i anslutning till inomhusarenan the Forum. Banans struktur utökades 1994, då Hollywood Park Casino, med ett pokerrum, byggdes.
Banan revs i omgångar från 2014 till 2016 för att ge plats åt nya bostäder.

## Historia

### Grundande och tidiga år

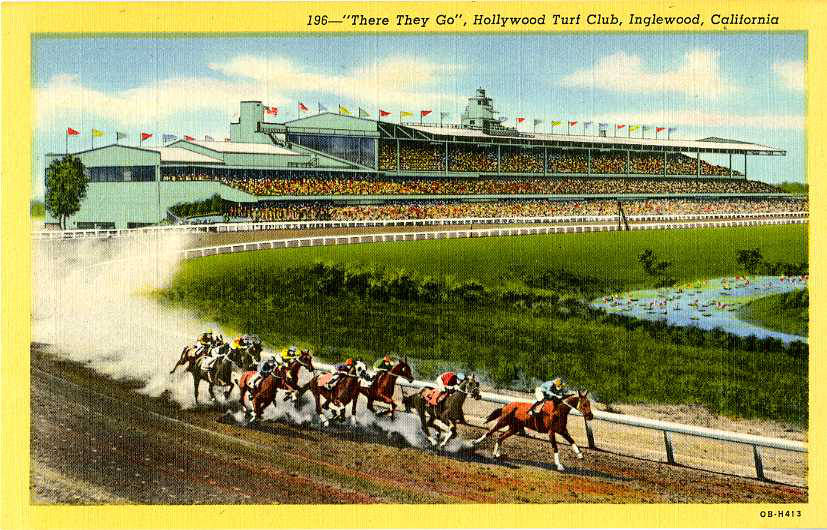
Hollywood Turf Club, cirka 1940.

Banan öppnades den 10 juni 1938 av Hollywood Turf Club, och var designad av arkitekten Arthur Froehlich. Banans ordförande var Jack Warner från Warner Bros. filmstudio. Även Warners bror Harry var aktieägare i banan, samt Walt Disney, Samuel Goldwyn, Darryl Zanuck, och skådespelarna Al Jolson, Bing Crosby, Joan Blondell, George Jessel, Ronald Colman och Ralph Bellamy.

### Krigstiden och återuppbyggnad
Hollywood Park stängdes mellan 1942 och 1944 på grund av andra världskriget, då det användes som lager för North American Aviation. 1944 gav California Horse Racing Board tillåtelse att Hollywood Park skulle hålla en välgörenhetssäsong, och under 1944 och 1945 samlade banan in över 1 miljon dollar till skolor och välgörenhetsorganisationer.
1949 blev huvudläktaren och klubbhuset totalförstört av en brand, och de nya byggnaderna öppnades 1950. Både galopplöp och sulkylopp arrangerades på banan.
Marje Everett, som tidigare sålt Arlington Park till Gulf & Western blev delägare i banan 1968, direktör 1972 och CEO 1985. 1984 utökades banlängden från 1 mile (1 609 m)till 1 1⁄8 miles (1 811 m).
I slutet av 1980-talet var banan nära konkurs, trots att den flitigt besöktes av celebriteter, och under 1990-talet byttes banans ägare och ledning ut. RD Hubbard blev CEO för Hollywood Park i april 1991, efter att ha köpt en stor del av företagets aktier. Hollywood Park gick med förlust från 1995 till slutet av 1996, och banan köptes 1999 av Churchill Downs Incorporated för 140 miljoner dollar.

### Försäljning och stängning
I juli 2005 sålde Churchill Downs Incorporated banan till Bay Meadows Land Company, som ägdes av Stockbridge Capital Group för 260 miljoner dollar.  Den 13 mars 2012 kom banan och företaget Betfair överens om att förvandla besökarens upplevelser, både på plats på banan, och via TV. Under en femårsperiod skulle banan gå under namnet "Betfair Hollywood Park".
Den 9 maj 2013 meddelades det att banan skulle stängas i slutet av säsongen 2013. Det sista loppet på banan kördes den 22 december 2013.  Banan började att rivas 2014 för att istället ge plats åt nya bostäder.

## Om banan
Trav- och passgångsbanan hade en banlängd på 1 1⁄8 miles (1 811 m), medan gräsbanan för galopplöp var 1 mile och 145 foot (1,654 km). Banan hade sittplatser för 10 000 besökare. Ett nytt artificiellt underlag lades på trav- och passgångsbanan i september 2006, vilket gjorde Hollywood Park till den första banan i Kalifornien som mötte California Horse Racing Boards riktlinjer att alla banunderlag skulle vara artificiella vid slutet av 2007.